# Franz Sales Gailler
Franz Sales Gailler (* 29. Januar 1685 in Raisting; † 14. März 1766 ebenda) war katholischer Theologe und Autor.

## Leben

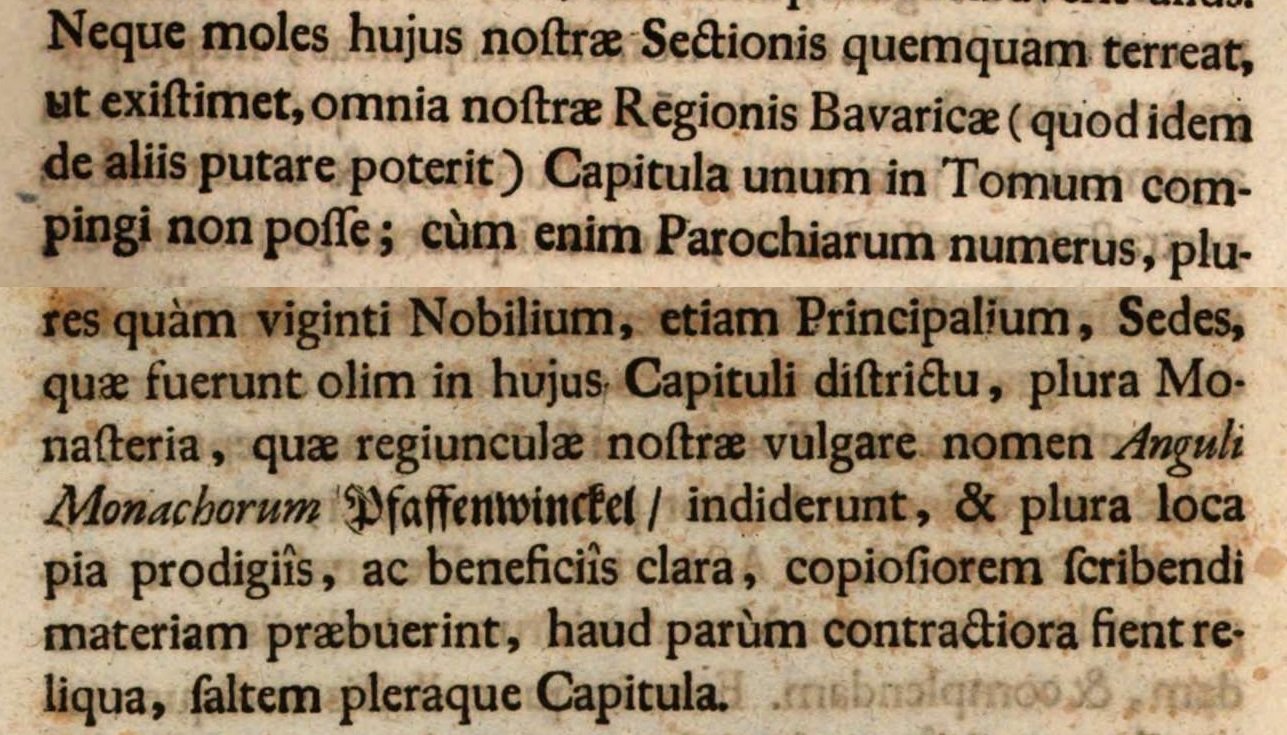
Ausschnitt aus dem Vorwort der Vindelicia Sacra von Franz Sales Gailler (1756) mit dem Erstbeleg der Bezeichnung Pfaffenwinkel, lat. mit angulus monachorum – „Ecke der Mönche“ wiedergegeben und bereits als vulgare nomen – „volkstümlicher Name“ bezeichnet

Franz Sales Gailler schloss 1703 das Münchener Jesuitengymnasium (heute: Wilhelmsgymnasium München) ab.
Er war von 1721 bis zu seinem Lebensende Pfarrer in Raisting, einer Gemeinde im heutigen oberbayerischen Landkreis Weilheim-Schongau. Gailler wurde Dekan des Landkapitels Weilheim.
Bei Franz Sales Gailler findet sich 1756 erstmals die Bezeichnung Pfaffenwinkel für die Region zwischen Lech und Loisach, die nach Aussage des Autors damals bereits im Volksmund gebräuchlich war. Gailler beschreibt diesen Winkel Oberbayerns als eine „Gegend vor dem Gebirg, die mehr als andere mit Klöstern ersten Ranges gesegnet“ sei. Mit den Pfaffen ist also vor allem die große Zahl der Ordensgeistlichen gemeint.

## Werke
- Vindelicia Sacra, Augsburg 1756 (Neuausgabe: Vindelicia Sacra. Heiliges Vindelizien. Landkapitel Weilheim. Übersetzung von Gregor Spannagl. Herausgegeben vom Heimat- und Museumsverein Weilheim und Umgebung e.V., Weilheim 2007)